# Hydrobiologie
 (décembre 2010).
Si vous disposez d'ouvrages ou d'articles de référence ou si vous connaissez des sites web de qualité traitant du thème abordé ici, merci de compléter l'article en donnant les références utiles à sa vérifiabilité et en les liant à la section « Notes et références ».
L'hydrobiologie est la science de la vie et des processus vitaux de l'eau. Une grande partie de l'hydrobiologie moderne peut être considérée comme une sous-discipline de l'écologie, mais le domaine de l'hydrobiologie comprend la taxonomie, la biologie économique, la biologie industrielle, la morphologie, la physiologie, etc. Tous se rapportent aux organismes aquatiques. L'hydrobiologie est étroitement liée à la limnologie et peut être divisée en écologie des systèmes lotiques (eaux vives) et écologie des systèmes lentiques (eaux calmes).
L'un des domaines importants de la recherche actuelle est l'eutrophisation. Une attention particulière est accordée aux interactions biotiques dans le plancton y compris la boucle microbienne, le mécanisme d'influence de l'efflorescence algale, la charge en phosphore et le brassage des lacs. Autre sujet de recherche est l'acidification des lacs de montagne. Des études à long terme sont effectuées sur les changements dans la composition ionique de l'eau des rivières, des lacs et des réservoirs d'eau dans le cadre des pluies acides et de la fertilisation. L'un des objectifs de la recherche actuelle est l'élucidation des fonctions environnementales de base de l'écosystème dans les réservoirs d'eau, qui sont importants pour la qualité de l'eau et la gestion d'approvisionnement en eau.
Une grande partie des premiers travaux des hydrobiologistes était concentrée sur les processus biologiques utilisés dans le traitement des eaux usées et la purification de l'eau, en particulier les filtres lents à sable. D'autres travaux historiquement importants ont cherché à fournir des indices biotiques pour la classification des eaux selon les communautés biotiques, les  biocénoses, qu'ils déterminent. Ce travail se poursuit à ce jour en Europe dans le développement d'outils de classement pour évaluer les plans d'eau (Directive cadre sur l'eau).
Le technicien hydrobiologiste effectue des analyses sur le terrain. Il identifie les végétaux et les espèces vivantes, les localise, les dénombre. Il recense les pollutions et les nuisances qui peuvent avoir une incidence sur la faune et la flore aquatiques. Il procède aux prélèvements et rédige un compte rendu de ses observations. 
L'ingénieur hydrobiologiste intervient plus dans le process de l'étude. Il définit les protocoles d'intervention, les échantillons à prélever. Il planifie et programme les campagnes d'études puis synthétise ses résultats. En cas de pollution, il propose des solutions pour améliorer la qualité biologique des eaux dans le cadre des règlements en vigueur et des moyens disponibles. Dans le cas de programmes complexes, l'hydrobiologiste peut travailler en équipe pluridisciplinaire avec des botanistes, des zoologistes 
L'hydrobiologiste travaille pour le compte des grands établissements publics à caractère scientifique et technologique (CNRS, l’INRA, l’IRD, le CIRAD, IRSTEA...), des établissements publics (Agences de l’eau, Directions régionales de l’environnement, Conseil supérieur de la pêche, CEMAGREF...), des entreprises (EDF, Véolia environnement, Suez environnement, Saur...), des collectivités territoriales, des bureaux d’études, des associations (Fédérations de pêche, Centres permanents d’initiatives pour l’environnement…).

## Formations et études
Le technicien biologiste a généralement une formation de niveau bac +2 ou bac +3 : 
- DUT génie biologique options analyses biologiques et biochimiques (ABB), sciences de l’environnement et écotechnologies,
- BUT génie biologique parcours sciences de l’environnement et écotechnologies[1].
- BTSA métiers de l'eau,
- BTS GEMEAU - gestion et maîtrise de l'eau,
- BTS bionalyses et contrôles,
- BTSA Analyses agricoles, biologiques et biotechnologiques (ANABIOTEC),
- DEUST analyse des milieux biologiques,
- licence en biologie

L'ingénieur en hydrobiologie a une formation de niveau bac +5 :
- diplôme d'école d’ingénieur :  INA, ENSA, Polytech Montpellier sciences et technologies de l'eau, Polytech Tours option Ingénierie des milieux aquatiques
- master pro en sciences de l'environnement ou en biologie (exemples de formations) : 
- gestion de l’environnement et écologie littorale (université de la Rochelle),
- biologie des organismes et des populations (université de Bourgogne),
- sciences des environnements continentaux et côtiers parcours Environnement, Sols, Eaux ou biodiversité (Université de Rouen),
- fonctionnement et restauration des milieux aquatiques continentaux (université de Clermont Ferrand), etc..